# Robbie Ray
Robert Glenn Ray (né le 1er octobre 1991 à Brentwood, Tennessee, États-Unis) est un lanceur gaucher des Giants de San Francisco de la Ligue majeure de baseball.

## Carrière
Robbie Ray est repêché en 12e ronde par les Nationals de Washington en 2010.
Le 2 décembre 2013, les Nationals échangent Ray, le lanceur gaucher Ian Krol et le joueur d'avant-champ Steve Lombardozzi aux Tigers de Détroit contre le lanceur partant droitier Doug Fister. Ray, qui est à ce moment joueur des ligues mineures, fait ses débuts dans le baseball majeur le 6 mai 2014 comme lanceur partant des Tigers. Il n'accorde qu'un point aux Astros de Houston en 5 manches et un tiers lancées pour sa première victoire. Les choses se gâtent par la suite : en 28 manches et deux tiers lancées en 9 matchs des Tigers, il encaisse 4 défaites et sa moyenne de points mérités atteint 8,16.
Le 5 décembre 2014, les Tigers échangent Ray et le joueur de champ intérieur Domingo Leyba aux Diamondbacks de l'Arizona dans un échange à trois clubs. Détroit reçoit le lanceur droitier Shane Greene des Yankees de New York, qui acquièrent des Diamondbacks Didi Gregorius, un arrêt-court, pour compléter la transaction.
En 2017, Ray est pour la première fois invité au match des étoiles et s'impose avec les Diamondbacks : en 162 manches lances, sa moyenne de points mérités se chiffre à 2,89. Il remporte 15 victoires contre 5 défaites en 28 départs.
Le 31 août 2020, Arizona échange Robbie Ray aux Blue Jays de Toronto contre le lanceur gaucher Travis Bergen.
Le 11 octobre 2022 lors du match 1 des séries de division de la ligue américaine, les Mariners de Seattle mènent 7-5 face aux Astros de Houston quand, dans le bas de la 9e manche, Robbie Ray, avec deux retraits et deux coureurs sur bases, concède un circuit face à Yordan Álvarez, permettant aux Astros de remporter le match 8-7. Les Mariners perdent les deux matchs suivants et sont alors éliminés. 
Le 5 janvier 2023, les Mariners échange Robbie Ray aux Giants de San Francisco contre Mitch Haniger et Anthony DeSclafani.